# Overboelare
Overboelare is een dorp in de Belgische provincie Oost-Vlaanderen en een deelgemeente van Geraardsbergen, het was een zelfstandige gemeente tot aan de gemeentelijke herindeling van 1971. Overboelare ligt net ten zuidwesten van het stadscentrum van Geraardsbergen, en de dorpskern is vergroeid met die van de stad.
Het dorp ligt in de Denderstreek aan de Dender, in Zandlemig Vlaanderen, in een golvend landschap met hoogtes die variëren tussen 17m en 77m.

## Geschiedenis
Overboelare ontstond in de 13e eeuw als tweede parochie op het domein Boelare, voor het eerst in 822 vermeld als 'Buonlare', wat 'moerassig bebost terrein" (Germaans 'hlaêri')op vlakke grond (Germaans 'bôn') zou betekenen. Om het onderscheid te maken met de reeds bestaande parochie Boelare, voegde men aan de namen respectievelijk Neder- en Over- toe, overeenkomstig de ligging van de beide dorpen ten opzichte van de Dender.
Overboelare behoorde tot aan de Franse Revolutie tot het kerngebied van de Baronie van Boelare, in de kasselrij en het Land van Aalst, en heeft dus steeds de geschiedenis ervan gevolgd. Ze vormde samen met het naburige Goeferdinge een vierschaar.
Bij de fusies van 1971 werd het een deelgemeente van Geraardsbergen.

## Bezienswaardigheden

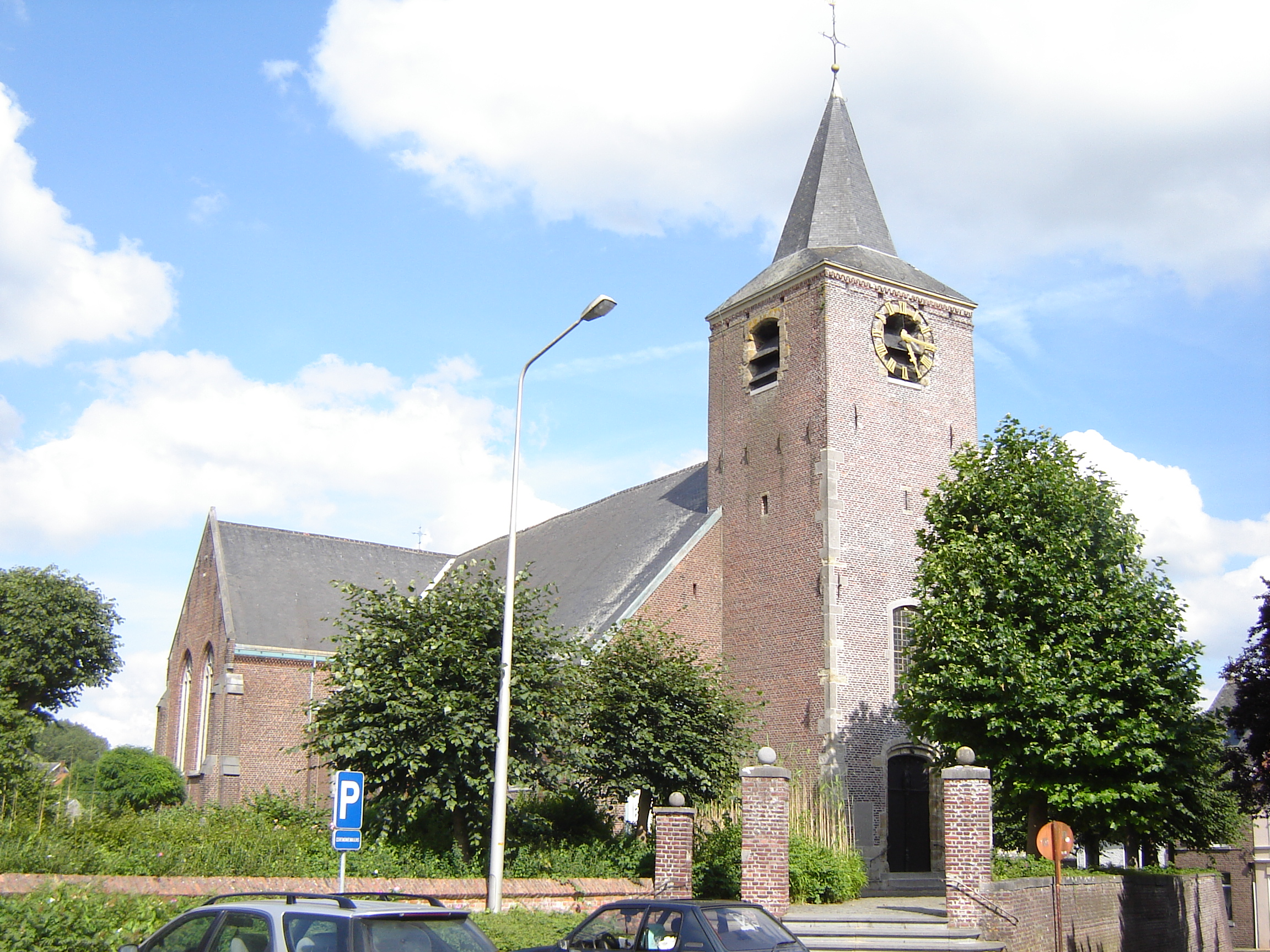
Sint-Aldegondiskerk

- De driebeukige Sint-Aldegondiskerk werd in 1770 in classicistische stijl opgetrokken, maar bij de restauratie in 1864 voegde men een neogotische dwarsbeuk, koor en toren toe. Het meubilair dateert in hoofdzaak uit dezelfde periode.
- De Molen van de Plankkouter
- De Spoorwegtunnel van Overberg
- De Sint-Bavokerk aan de Hoge Buizemont 165, is een modern kerkgebouw met losstaande bakstenen klokkentoren. Deze kerk werd in 2007 onttrokken aan de eredienst maar kreeg een rol als ontmoetingsplaats voor ouders van overleden kinderen [2].

## Natuur en landschap
Overboelare ligt in de Vlaamse Ardennen op een hoogte van 17-77 meter. De plaats ligt aan de Dender. Natuurgebieden zijn: Kortelake, Boelarebos en Arduinbos. Zuidelijk daarvan, in het Waals Gewest, ligt het natuurgebied Prés Rosières.

## Demografische ontwikkeling
- Bronnen:NIS, Opm:1831 tot en met 1970=volkstellingen; 1976 = inwoneraantal op 31 december

## Sport
In Overboelare speelde de voetbalclub KVR Overboelare tot 2016.
In Overboelare bevindt zich een klein vliegveld (EBGG) waar een zweefvliegclub is gevestigd: Vlaams Zweefvliegcentrum Phoenix. Het vliegveld beschikt over een grasbaan van 600m. Aan de ingang van het vliegveld staat een Douglas C-54A Skymaster (DC-4) die dienstdoet als clublokaal.
Jaarlijks vindt er tijdens het eerste weekend van augustus een opendeurdag en fly in plaats.
In 1964 vond in Overboelare het wereldkampioenschap veldrijden plaats in het Boelarebos.

## Geboren
- Remy Van Lierde (1915-1990), gedecoreerd vliegenier in de Tweede Wereldoorlog

## Nabijgelegen kernen
Geraardsbergen, Goeferdinge, Zarlardinge, Moerbeke, Twee-Akren
Deelgemeenten: Geraardsbergen · Goeferdinge · Grimminge · Idegem · Moerbeke · Nederboelare · Nieuwenhove · Onkerzele · Ophasselt · Overboelare · Schendelbeke · Smeerebbe-Vloerzegem · Viane · Waarbeke · Zandbergen · Zarlardinge

Overige plaatsen: Atembeke · Smeerebbe · Vloerzegem

Belgische gemeenten · Arrondissement Aalst · Oost-Vlaanderen · Vlaanderen